# Buslijn Weesp-Hilversum
De Buslijn Weesp-Hilversum is een buslijn die dienst doet tussen genoemde plaatsen. De lijn begon als lijn 7, maar werd sinds 1958 viermaal vernummerd, achtereenvolgens in lijn 40, lijn 39, lijn 139 en lijn 106. Heden ten dage wordt de lijn door Transdev geëxploiteerd als lijn 106 tussen Weesp, Nederhorst den Berg, 's-Graveland en Hilversum.

## Geschiedenis

### Lijnen 7 en 9
De lijn begon bij de toenmalige streekvervoerder NBM als lijn 7 tussen het Amsterdamse busstation Van Musschenbroekstraat, Diemen, Driemond, (spitseindpunt) Weesp, Nederhorst den Berg, Kortenhoef, 's-Graveland en Hilversum. Lijn 7 reed met bussen uit Amsterdam en Hilversum. Lijn 7 had een zijtak met het lijnnummer 9 tussen Weesp en Ankeveen.

### Lijnen 40 en 41
Met de zomerdienst 1958 werd door de NBM een nieuw lijnnummerschema ingevoerd waarbij belangrijke doorgaande lijnen een rond tiental als lijnnummer kregen en aantakkende lijnen een daarop volgend nummer. Daarom kreeg lijn 7 het lijnnummer 40 toebedeeld en de zijtak naar Ankeveen werd lijn 41.

### Lijn 39
In 1973 fuseerde NBM met Maarse & Kroon tot Centraal Nederland, maar omdat CN het lijnnummer had toebedeeld aan de belangrijker geachte doorgaande ex M&K lijn 3/33 werd ex NBM lijn 40 tot 39 vernummerd. Vanaf oktober 1977 ging de tot Amstelstation ingekorte lijn 39 via de Bijlmermeer rijden; de route deed de pas geopende metrostations Gaasperplas, Kraaiennest en Bijlmer aan.

### Lijn 139
Vanaf oktober 1980 begon CN systematisch de lijnnummers te verhogen om doublures te vermijden; lijn 39 werd 139 en nu via het industriegebied Amstel III waar CN samen met GVB een nieuwe garage had geopend. In mei 1982 werd lijn 139 tot Weesp-Hilversum ingekort en verviel de gezamenlijke exploitatie met garage Amstel III. De vrijgekomen route werd eerst door de nieuwe Almerelijn 153 overgenomen en in 1983 - toen ook deze lijn tot Weesp werd ingekort - door de reeds bestaande Schiphollijn 174 (voorloper van R-netlijn 300). In 1994 werd CN opgedeeld (feitelijk teruggesplitst) tussen NZH en Midnet; lijn 139 was voortaan een Midnetlijn en keerde 's nachts tijdelijk terug in Amsterdam als lijn N139. In 1998 werd het traject Amsterdam Bijlmer-Weesp overgenomen door lijn 177. In 1999 fuseerden NZH en Midnet met de omringende streekvervoerders tot Connexxion.

### Lijnen 106 en 206
In december 2005 werd lijn 139 tot 106 vernummerd en werd de route station Weesp, Gooilandseweg, Brug Gooilandseweg en Damsterweg naar Nederhorst den Berg en vervolgens via Kortenhoef en 's-Gravenland naar Hilversum. De route Weesp-station Bijlmer ArenA wordt sinds 2006 door de opheffing van lijn 177 door GVB lijn 49 verzorgd waarmee het traject Amsterdam-Weesp voor de achtste maal een ander lijnnummer kreeg.
In juli 2011 werd lijn 106 bij het ingaan van de nieuwe concessie (waarop Connexxion als enige op had ingeschreven) ingekort tot het traject Weesp-Nederhorst den Berg. Lijn 106 werd sinds 17 juli 2011 tot de dienstregeling 2015 in de regel met een klein busje geëxploiteerd en is in Weesp gekoppeld aan lijn 110 naar Muiden, Muiderberg en station Naarden-Bussum. Na protesten werd een scholierenlijn 206 ingesteld die enkele ritten in één richting maakte tussen Nederhorst den Berg en Hilversum volgens de voormalige route van lijn 106 en in aansluiting op lijn 106.
Vanaf 12 december 2016 werden deze spitsritten omgezet in een volledige uurdienst in beide richtingen op werkdagen overdag waarbij op het gezamenlijke traject met lijn 105, die eveneens elk uur rijdt (op zaterdag echter elk halfuur), tussen Hilversum en Kortenhoef in samenhang een halfuurdienst werd gereden. In Nederhorst den Berg werd doorgereden naar het centrum maar er bestond geen directe aansluiting op lijn 106.
Op 11 december 2017 werden de lijnen 106 en 206 weer samengevoegd tot één lijn 106 waarbij weer net als tot 2011 een doorgaande verbinding bestaat echter alleen op werkdagen overdag. Buiten deze tijden maar niet op zondag rijdt lijn 106 uitsluitend tussen Nederhorst den Berg Overmeer en Weesp waarbij door Aetsveld wordt gereden waarmee deze wijk zes jaar na het verdwijnen van GVB lijn 49 weer wordt bediend.
Op 3 januari 2021 werd lijn 106 verlegd en rijdt niet meer langs Sluis 't Hemeltje, N201 en de Kortenhoefsedijk maar via Middenweg (Horstermeer), Herenweg en Noordeinde. Hierbij moet net als lijn 105 in Kortenhoef over de Kerklaan heen en weer worden gereden. De route werd hiermee iets korter.
Op 11 juli 2021 werd deze lijn voortaan gereden door Transdev, het moederbedrijf van Connexxion. Sinds 24 maart 2022 rijdt de lijn door de fusie met Weesp weer in de gemeente Amsterdam.

## Trivia
- Na de annexatie in 1966 door Amsterdam van het tot de gemeente Weesperkarspel behorende dorp Driemond konden de bewoners alleen tegen het hogere NBM tarief van deze lijn gebruikmaken. Daarom kwam er een speciale regeling dat de bewoners eenmaal per maand tegen inlevering van het becksonkaartje van lijn 39 hun geld konden terugkrijgen en daarmee feitelijk gratis openbaar vervoer hadden. Dit gold alleen voor de relatie Driemond - Amsterdam en dus niet voor de kortere en goedkopere relatie Driemond - Diemen of Driemond - Weesp. In 1977 bij het ingaan van het zonetarief verviel deze regeling.[1]
- Bus 1210 van lijn 139 figureerde in de eerste aflevering van de televisie-serie Plafond over de vloer van Wim T. Schippers (uitgezonden in 1986); Jacques stapte in lijn 139 (richting Weesp) maar werd uit de bus gezet omdat hij met een ongedekte cheque wilde betalen.